# Idiops hirsutipedis
Idiops hirsutipedis är en spindelart som beskrevs av Mello-Leitao 1941. Idiops hirsutipedis ingår i släktet Idiops och familjen Idiopidae. Inga underarter finns listade i Catalogue of Life.